# Melampyrum bohemicum
Melampyrum bohemicum är en snyltrotsväxtart som beskrevs av A. Kerner. Melampyrum bohemicum ingår i släktet kovaller, och familjen snyltrotsväxter. Inga underarter finns listade i Catalogue of Life.